# Heterosminthurus diffusus
Heterosminthurus diffusus is een springstaartensoort uit de familie van de Bourletiellidae. De wetenschappelijke naam van de soort is voor het eerst geldig gepubliceerd in 1962 door Gisin.